# آل‌یوسفی علیا
آل‌یوسفی علیا، روستایی است از توابع بخش سعدآباد در شهرستان دشتستان استان بوشهر ایران.

## جمعیت
این روستا در دهستان زیرراه قرار داشته و براساس سرشماری سال ۱۳۸۵ جمعیت آن ۲۲۲نفر (۵۳خانوار) می‌باشد.